# バシム・アッバス
バシム・アッバス・ガテア・アル＝オガイリ（アラビア語: باسم عباس كاطع العجيلي、1982年7月1日 - ）は、イラクの元サッカー選手。元イラク代表。現役時代のポジションはDF。

## タイトル

### クラブ
アル・タラバ
- イラク・プレミアリーグ: 2001-02
- イラクFAカップ: 2001-02, 2002-03

ウム・サラルSC
- アミールカップ: 2007-08

### 代表
イラク
- 西アジアサッカー選手権: 西アジアサッカー選手権2002
- AFCアジアカップ: 2007
- アラブ首長国連邦インターナショナルカップ: 2009